# Гамерсвілл (Огайо)
Гамерсвілл (англ. Hamersville) — селище (англ. village) в США, в окрузі Браун штату Огайо. Населення — 485 осіб (2020).

## Географія
Гамерсвілл розташований за координатами 38°55′8″ пн. ш. 83°59′9″ зх. д. / 38.91889° пн. ш. 83.98583° зх. д. (38.918776, -83.985791).  За даними Бюро перепису населення США в 2010 році селище мало площу 1,02 км², уся площа — суходіл. В 2017 році площа становила 1,12 км², уся площа — суходіл.

## Демографія
Згідно з переписом 2010 року, у селищі мешкало 546 осіб у 188 домогосподарствах у складі 143 родин. Густота населення становила 537 осіб/км².  Було 206 помешкань (203/км²).
Расовий склад населення:
| - 98,2 % — білих - 0,2 % — азіатів |

До двох чи більше рас належало 1,1 %. Частка іспаномовних становила 0,5 % від усіх жителів.
За віковим діапазоном населення розподілялося таким чином: 29,3 % — особи молодші 18 років, 60,8 % — особи у віці 18—64 років, 9,9 % — особи у віці 65 років та старші. Медіана віку мешканця становила 34,5 року. На 100 осіб жіночої статі у селищі припадало 100,0 чоловіків;  на 100 жінок у віці від 18 років та старших — 95,9 чоловіків також старших 18 років.
Середній дохід на одне домашнє господарство  становив 60 152 долари США (медіана — 49 219), а середній дохід на одну сім'ю — 65 607 доларів (медіана — 53 173). Медіана доходів становила 51 250 доларів для чоловіків та 32 321 долар для жінок. За межею бідності перебувало 13,5 % осіб, у тому числі 24,2 % дітей у віці до 18 років та 11,4 % осіб у віці 65 років та старших.
Цивільне працевлаштоване населення становило 302 особи. Основні галузі зайнятості: роздрібна торгівля — 19,9 %, освіта, охорона здоров'я та соціальна допомога — 18,5 %, виробництво — 13,2 %, науковці, спеціалісти, менеджери — 8,9 %.